# Eleição para governador do Havaí em 2010
A eleição para governador do estado americano do Havaí de 2010 aconteceu em 2 de novembro de 2010. A governadora Linda Lingle não pode concorrer à reeleição, pois foi reeleita em 2006.
O Democrata escolheu seu candidato pela primária, Neil Abercrombie foi escolhido com 142.234 votos,59,3% dos votos; O Republicano também realizou a primária, James Aiona foi escolhido com 42.479 votos,93% do votos; Tom Pollard, Paulo Maneira e Tony Clapes são candidatos Independentes, mas foi realizada a primária em 18 de setembro de 2010. 
Candidatos a vice governador são:
- Brian Schatz:37 anos, ex-deputado estadual e presidente do Democrata do Havaí
- Lynn Finnegan:39 anos, deputado estadual desde 2002 e líder do Republicano na Câmara do Estado desde 2005
- Leonard Kama do Partido Independente:67 anos, segurança
- Deborah Spence do Partido Energia Livre.[1]

A primeira pesquisa eleitoral realizada entre 15-17 de junho de 2009, feita pela Research 2000, mostrava Neil Abercrombie com 45% e Duke Aiona com 36%,, já na realizada entre 2-3 de outubro de 2010, feita pela Public Policy Polling,mostrava Neil Abercrombie com 49%,contra 47% de Duke Aiona.
Com 100% das urnas apuradas,Neil Abercrombie obteve 58,2% dos votos válidos, contra 41,1% de James Aiona.